# Галич, Евгений Андреевич
Евгений Андреевич Галич (укр. Євген Андрійович Галич; род. 29 апреля 1984, Белая Церковь) — украинский рок-музыкант, лидер рок-группы O.Torvald, радио- и телеведущий, телепродюсер и военнослужащий ВСУ, участник российско-украинской войны.

## Биография и творчество
Родился 29 апреля 1984 года в городе Белая Церковь Киевской области.
Первые 8 лет жизни Евгения семья проживала в Казахстане по месту военной службы его отца. Имеет младшего брата Андрея.
В пять лет пошёл учиться в музыкальную школу.
В 1994 году во дворе своего дома Евгений познакомился с Денисом Мизюком — своим лучшим другом и будущим гитаристом O.Torvald. С тех пор они играют вместе. С 1999 по 2005 год они играли в полтавской группе «Крути! Педали», а в 2005 году была создана группа O.Torvald.

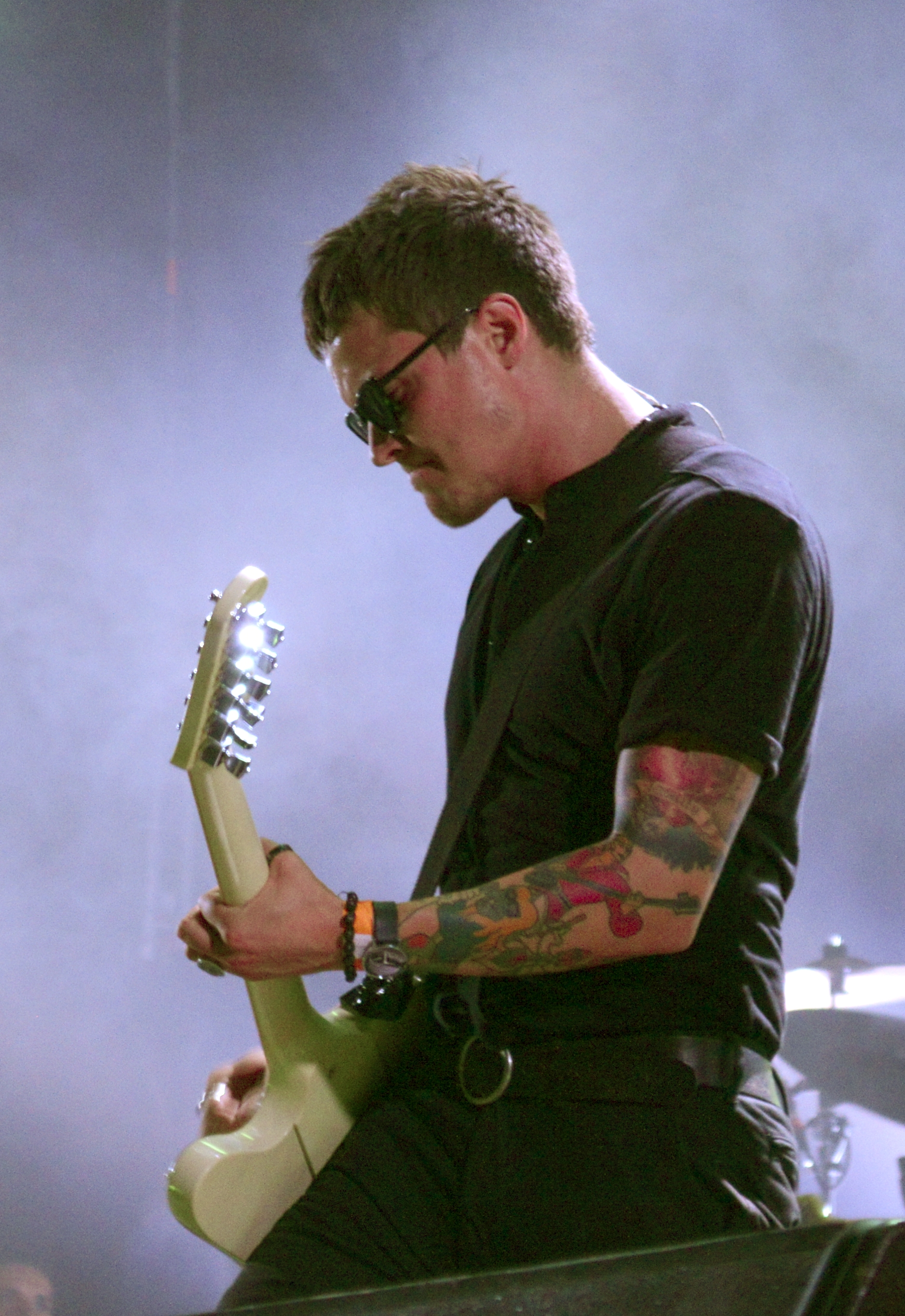
Галич на фестивале MRPL City

Учился в Полтавском военном институте связи (лейтенант запаса, инженер телекоммуникационных систем и сетей). В то же время Евгений уже работал на радиостанции и много времени проводил в Полтаве, её ночных клубах (в том числе арт-клубах) и на различных концертных площадках. Ещё в институте он понял, что больше ничем другим заниматься не хочет, кроме музыки.
Поэтому в 2006 году, когда Евгений окончил институт, то есть через пять месяцев после создания O.Torvald, они всей группой переехали в Киев. Сначала снимали двухкомнатную хрущевку на Дарнице, а потом нашли дом на Татарке. С 2006 по 2010 год все вместе жили в этом доме, там же была и музыкальная база. В них регулярно проходили шумные тусовки. Сначала музыка не приносила денег, поэтому параллельно все занимались ещё какими-то делами. Но в 2008 году Евгений и Денис записали первый альбом. Группа начинает стремительно развиваться, особенно с 2011 года.
Раньше слова песен и музыку писал только Евгений Галич, но сейчас к творческому процессу присоединился ещё и Николай Райда (DJ Полярник) — полтавский друг Евгения, с которым они вместе учились в институте.
Кроме группы O.Torvald Евгений Галич с рэпером Андреем Шостаком образовали музыкальный проект НУДЛИ.

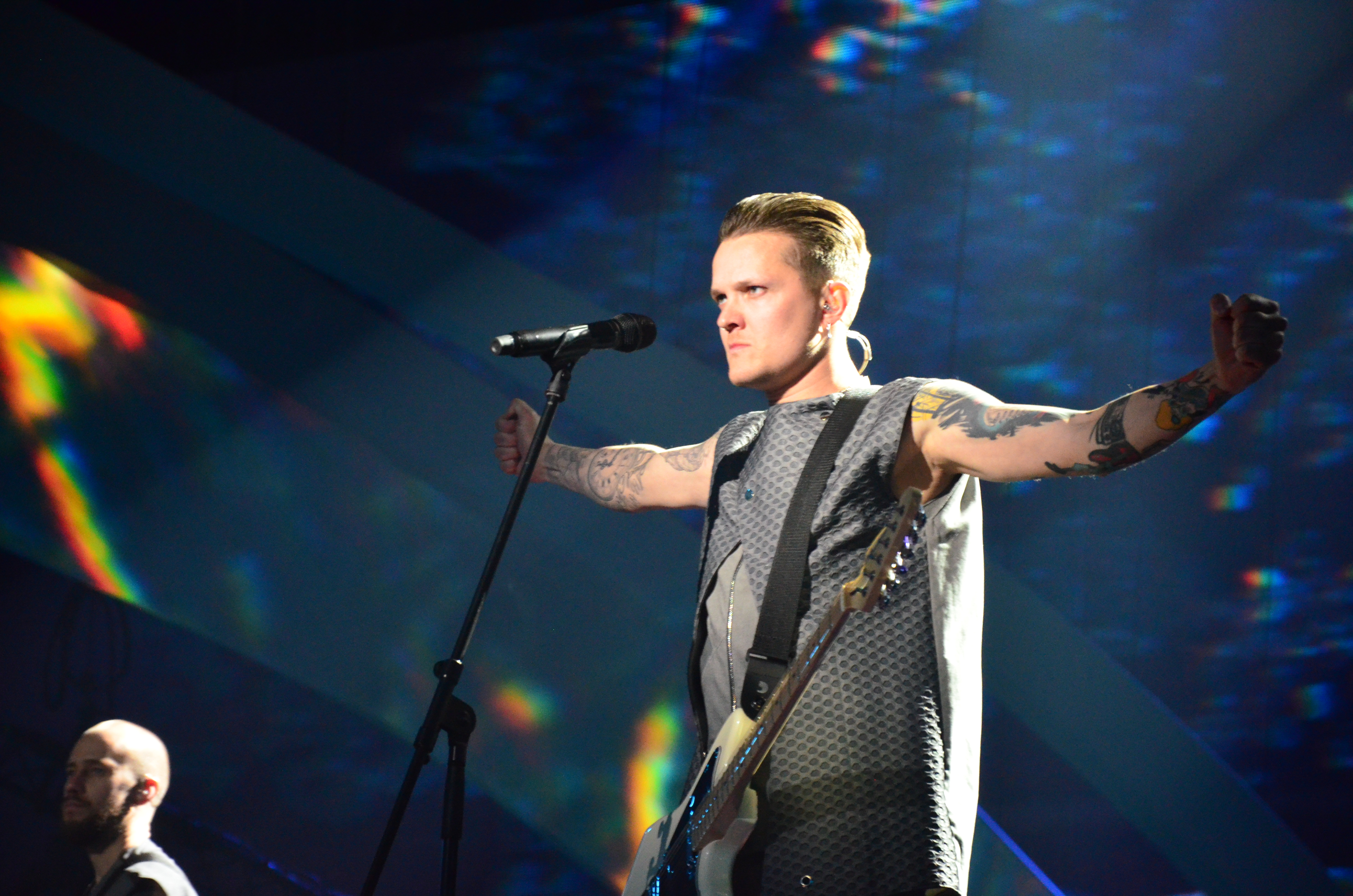
Евгений Галич на Евровидении 2017

Евгений Галич был ведущим треш-шоу «Чипсы. Чикси. Лавандо$» на телеканале М1. Эту передачу прикрыла Национальная комиссия по вопросам морали. Когда Женя работал на М1, группа специально писала «хиты», чтобы они заходили на каналы и радиостанции.
Галич был ведущим телепроекта «Моя первая тачка» на НЛО TV. Ведущий утреннего рок-шоу на Просто Радіо.
13 мая 2017 года Евгений, в качестве лидера группы O.Torvald, представлял Украину на Евровидении-2017 в Киеве с композицией «Time» («Время»). 
По итогам совместного голосования членов жюри и телезрителей, песня получила 36 баллов и заняла 24 место.

## Личная жизнь
Женат, жена Валерия, в 2013 году у него родилась дочь Ева. Про свою жену Евгений написал песню «Нас двое». Валерия также принимала участие в съемках двух виднограев группы O.Torvald. В апреле 2017 года родился сын, ему дали имя Даня.

## Татуировки
- Первую татуировку он сделал в Полтаве в 16 лет на правом плече.
- Чуть ниже плеча — микрофон, классика жанра — Shure SH65, гитара Gibson, надпись «Family» и *живое сердце, которое все это связывает.
- На плече — здания Киева.
- На груди у него надпись «Big little brother», посвященный брату.
- На пульсе набита первая буква имени жены Валерии — англ. буква «V», а сверху — буква «Л» (Лера).
- Бумбокс с радиостанциями, на которых он работал в Полтаве: 100,0, 106,8, 105,0.
- Номер школы — 13.
- Цифры «182» и «41» — это Blink 182 и Sum 41, группы, с которых началась его панк-рок деятельность.[8]
- На левой руке татуировка с героями мультфильма «Бременские музыканты». Женя говорит, что это любимый фильм дочери.
- На правой руке изображен Голубь Мира. Эту татуировку музыкант сделал во время написания альбома «Ти є» (2014)

## Высказывания
Я родился в русскоязычной семье и учился в русской школе. Возможности постоянно разговаривать на украинском не было. Но пока я стараюсь общаться на языке страны, которой горжусь и в которой живу. Это важно ... Хотя думаю больше по-русски.
В стране должен быть ее язык: в Украине - украинский, в России - русский, в Великобритании - английский. Двух государственных языков быть не может, это абсурд. Кому-то из мудаков это просто выгодно. Не могут выучить языки. А страна без языка развиваться не будет. Никак. Это моя радикальная позиция. Хотя я долгое время не общался на украинском, двух слов связать не мог. Но пишется мне сейчас легче на украинском, потому что он более певучий. И петь на нем, соответственно, легче. Поэтому большинство треков у нас на украинском.
Я нахожу для себя единственно возможным образом жизни делать всё хорошо, чем бы ни занимался. За рулем я прекрасный водитель, дома - примерный семьянин. А еще я зять и сын - всегда поддерживаю, понимаю, интересуюсь, общаюсь. Это же наши родители, и мы Должны уделять им максимум внимания.